# Kölner Toleranzstreit
Der Kölner Toleranzstreit bezeichnet die Auseinandersetzungen zwischen der Bürgerschaft, der Geistlichkeit und dem Rat der Stadt Köln um einen mit knapper Mehrheit gefassten Ratsbeschluss. Die im Jahr 1787 getroffene Entscheidung sah vor, einer Bitte protestantischer Bürger auf freie Religionsausübung zu entsprechen.

## Geschichte

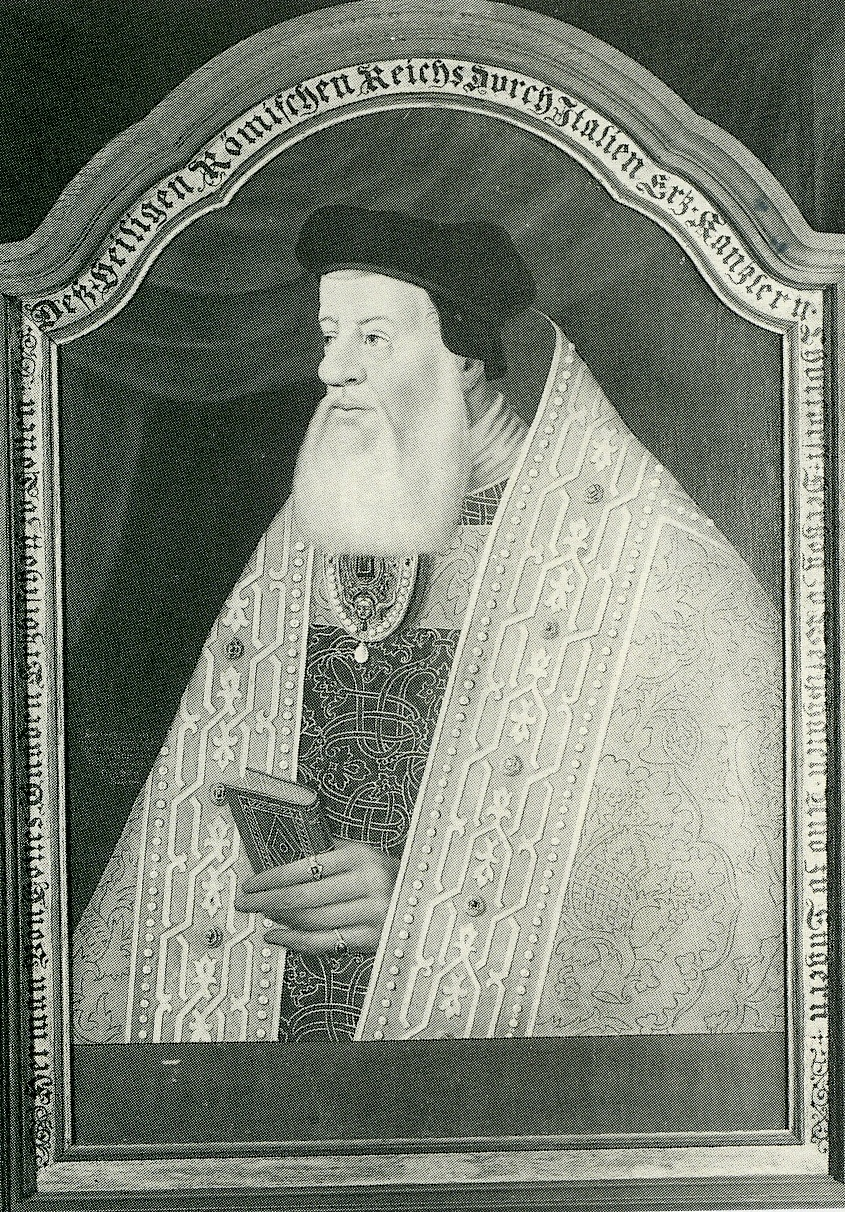
Hermann-von-Wied

### Nach der Reformation
Schon seit der lutherischen Reformation wechselten sich Duldung und Feindseligkeit gegen Nichtkatholiken in Köln ab.
Selbst als der Erzbischof Hermann von Wied die Reformation des Kölner Erzbistums durchführen wollte, wurde er auf Intervention der Kölner bei Papst Paul und Kaiser Karl im Frühjahr 1546 suspendiert und exkommuniziert. Die zuvor ergangenen Todesurteile gegen Clarenbach und Fliesteden im Jahr 1529, die späteren Stadtverweisungen evangelischer Christen und die Anlage separater Friedhöfe (Elendsfriedhof, Geusenfriedhof) vor den Toren der Stadt, zeigten, dass Andersgläubige, auch wenn es Christen waren, unerwünscht blieben.

### Bericht des Hermann von Weinsberg

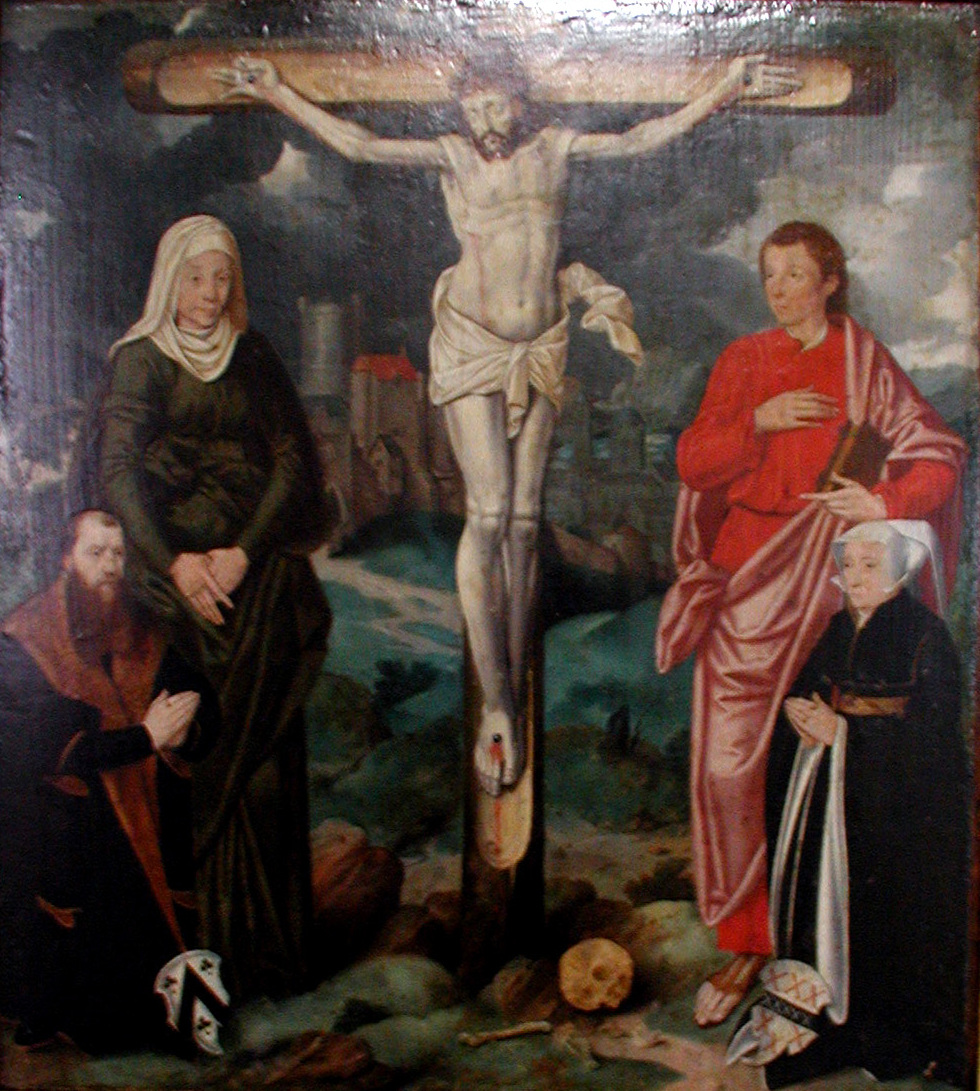
Altarbild des Hermann von Weinsberg (s. Bildtext)

Hermann von Weinsberg, ein Ratsherr der Stadt im 16. Jahrhundert, beschrieb in seinem Gedenkbuch anschaulich die konfessionell unterschiedlichen Bestattungsvorschriften seiner Zeit:

„Anno 1578 den 9. jan. sin zwein wolhabende burger, raitzgenoissen, gestorben, Gerhart von Hontum, in der Schildergassen wonhaftich, und Gerhart Koen uff dem Steinwech. Disser wart zu Klein Sant Mertin mit den 4 orden begraben, dan er war gut catholisch. Aber Hontum war von der ausperger confession, drumb wolt in der pastor Columbe da nit gestatten, wiewol er begert bei siner hausfrauen da zu ligen, stunde daruff, das man in sult uis der stat haben begraben. Aber dieweil er zur zit geweltrichter war, wart er allein mit dem bontworteramt und gaffelgesellschaft uff den Ellendigen kirchoff begraben, dan er war ir bannerher und ein stein zirlich uff sin grab gelacht und name wapen und titel datum drauff gehawen. Umb disse zit wart nemans anders, dan catholischn gestattet, in die stat in kirchen oder kirchoiffen zu begraben, dan der nit under einer gestalt communicern wolt, oder sin kinder in kirspeln laissen deufen oder calvinisch, geussich, martinisch, widderdeufischs und anders ware, wart zur Weierporzen uisgefoirt und da uff einen acker begraben, oder wohin sie in dan forten, wilch acker der Geusen kirchoff gnant wart.“

### Emigration oder Ausweisung

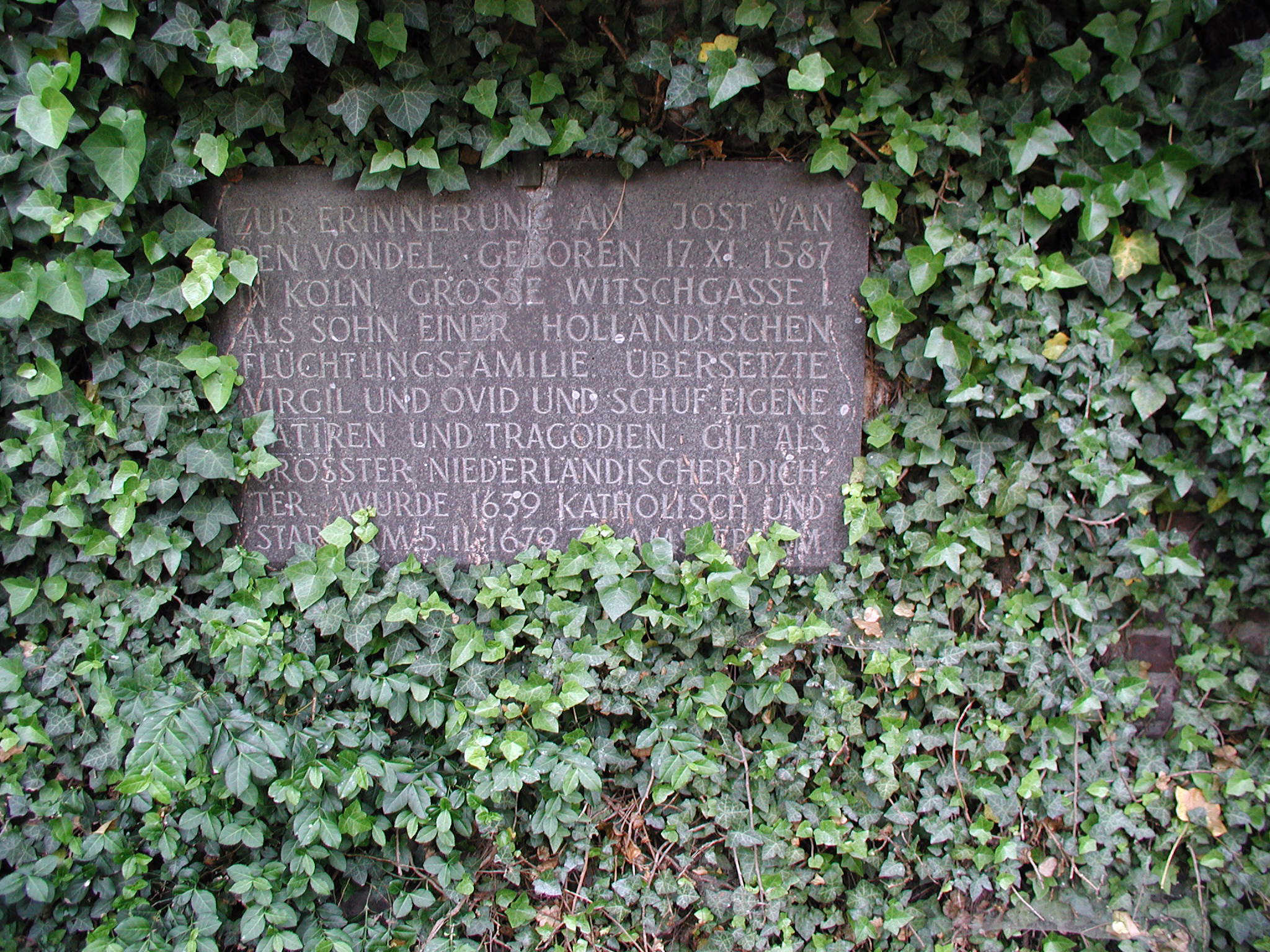
Gedenktafel für Joost van den Vondel
St. Gregorius im Elend

Einwanderer katholischen Glaubens wie die aus den Niederlanden im 16. Jahrhundert emigrierte Familie de Groote waren in Köln willkommen, kamen zu Wohlstand und erreichten sogar hohe politische Ämter. Waren sie aber der „falschen Confessio“ zugehörig, hatten sie einen schweren Stand.
1594 reichten Kölner Protestanten auf dem Reichstag zu Nürnberg eine Beschwerdeschrift ein, in der sie in 26 Punkten die Religionspolitik des Kölner Rates auflisteten und beklagten. Da die Beschwerden fruchtlos blieben, verließen viele protestantische Familien die Stadt.
Auch die aus Antwerpen wegen der Gegenreformation nach Köln geflohene mennonitische Familie Vondel blieb nicht lange und zog neun Jahre nach der Geburt ihres Sohnes Joost nach Amsterdam. Die nach Siegen geflüchtete Familie Rubens, die in der Kölner Sternengasse 10 ein Haus erworben hatte, blieb nicht lange.
Der Anfang 1600 festgenommene Generalprädikant der „welschen reformierten Gemeinde“, „Jan Bourgois“, wurde der Stadt verwiesen. Im folgenden Jahr verließen aufgrund einer „Morgenansprache“ (übliche Beschlussverkündungen vom Balkon der Rathauslaube) des Rates, in der „Schutz und Schirm“ durch die Stadt aufgekündigt wurden, 300 Protestanten das Kölner Gebiet. Die Repressalien der Stadt gegen Menschen mit einer anderen als der katholischen Glaubenszugehörigkeit dauerten über die Jahrhunderte an.

### Petition und Ratsbeschluss

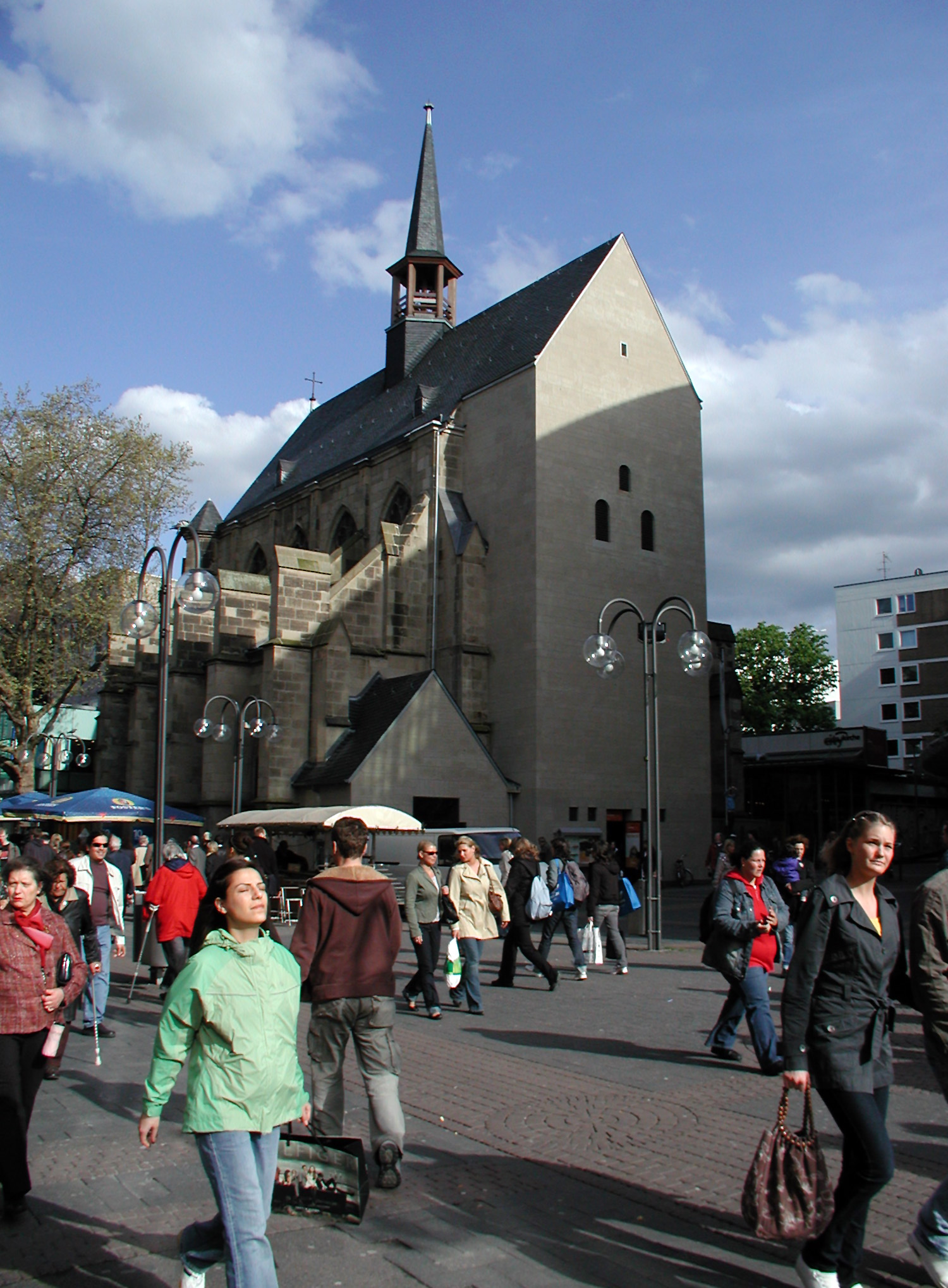
Antoniterkirche, Schildergasse

Im November 1787 stimmte der Rat über eine Petition der Protestanten ab. In dieser baten sie um die Erlaubnis zu „stiller Religionsausübung“ sowie um Zustimmung zur Errichtung eines Gebets- und Schulhauses. Für das Anliegen erreichte Bürgermeister Franz Jakob Josef Freiherr von Hilgers in der Ratsversammlung eine knappe Mehrheit. Der Reichshofrat, der diesen die Verfassungsnormen ignorierenden Beschluss zu prüfen hatte, billigte die Kölner Reformbestrebung und stimmte dem Vorhaben noch im Dezember des Jahres zu. In der Stadt mehrte sich aber der Widerspruch gegen das Vorhaben. Vor allem die katholischen Zünfte, die gesamte Geistlichkeit der Stadt und der Kölner Erzbischof und Kurfürst Maximilian Franz von Österreich, ein Bruder Kaiser Josephs II., legten scharfen Protest gegen die Rats-Entscheidung ein. Eine folgende fast zweijährige Auseinandersetzung hatte das Ergebnis, dass der Rat seine Genehmigung unter dem Druck der Proteste zurücknahm.
Die Auseinandersetzungen der 1780er Jahre gingen als „Toleranzstreit“ in die Kölner Geschichte ein. Erst mit der erzwungenen Liberalisierung nach der Besetzung durch die französischen Truppen zog auch in Köln die Religionsfreiheit ein. Die Klosterkirche des Kölner Antoniterordens wurde nach der Säkularisation im Jahre 1802 den Protestanten als erstes eigenes Gotteshaus zugestanden.